# Howard Burnett
Howard Burnett, född den 8 mars 1961, är en jamaicansk friidrottare inom kortdistanslöpning.
Han tog OS-silver på 4 x 400 meter stafett vid friidrottstävlingarna 1988 i Seoul. 